# Max Syring
Max Syring (né le 20 août 1908 à Reuden et mort le 14 avril 1983 à Hambourg) est un athlète allemand, spécialiste des courses de fond.

## Carrière
Max Syring se classe sixième de la finale du 5 000 mètres en 14 min 59 s et cinquième de la finale du 10 000 mètres en 31 min 35 s aux Jeux olympiques de 1932 à Los Angeles. Il est dixième de sa série du 5 000 mètres aux Jeux olympiques de 1936 à Berlin.
Lors des Championnats d'Europe de 1938 à Paris, il remporte la médaille de bronze du 10 000 m en 30 min 57 s 8, derrière le Finlandais Ilmari Salminen et l'Italien Giuseppe Beviacqua. 

### Palmarès
| Date | Compétition           | Lieu        | Résultat | Épreuve  |
| ---- | --------------------- | ----------- | -------- | -------- |
| 1932 | Jeux olympiques       | Los Angeles | 5e       | 10 000 m |
| 1932 | Jeux olympiques       | Los Angeles | 6e       | 5 000 m  |
| 1938 | Championnats d'Europe | Paris       | 3e       | 10 000 m |

### Records
| Épreuve  | Performance   | Lieu | Date |
| -------- | ------------- | ---- | ---- |
| 5 000 m  | 14 min 39 s 0 |      | 1939 |
| 10 000 m | 30 min 6 s 6  |      | 1940 |